# Rue de Ridder
La rue de Ridder est une voie du 14e arrondissement de Paris, en France.

## Situation et accès
La rue de Ridder est une voie publique située dans le 14e arrondissement de Paris. Elle débute au 150, rue Raymond-Losserand et se termine au 161-167, rue Vercingétorix.
Elle est desservie par la ligne 13 à la station Plaisance.

## Origine du nom
La rue tire son nom de celui d'un ancien propriétaire.

## Historique
La voie est ouverte en 1909 et prend sa dénomination actuelle la même année, avant d'être classée dans la voirie de Paris, par décret du 10 décembre 1910.

## Bâtiments remarquables et lieux de mémoire
- No 5 : bibliothèque Aimé-Césaire.
- No 8 : l'artiste peintre Serge de Turville (1924-2005) y vécut.